# جان شابمان
جان شابمان (بالإنجليزية: Jan Chapman)‏ هي منتجة أفلام أسترالية، ولدت في 28 مارس 1950 في نيوكاسل في أستراليا.

## وصلات خارجية
- جان شابمان على موقع IMDb (الإنجليزية)
- جان شابمان على موقع ألو سيني (الفرنسية)
- جان شابمان على موقع أول موفي (الإنجليزية)
- جان شابمان على موقع قاعدة بيانات الأفلام السويدية (السويدية)
- جان شابمان على موقع قاعدة بيانات الفيلم (الإنجليزية)
- جان شابمان على موقع كينوبويسك (الروسية)